# Coppa del mondo di triathlon del 2002
La Coppa del mondo di triathlon del 2002 (XII edizione) è consistita in una serie di dodici gare.
Tra gli uomini ha vinto l'australiano Greg Bennett. Tra le donne si è aggiudicata la coppa del mondo la statunitense Siri Lindley.

## Risultati

### Classifica generale

#### Élite Uomini
| Pos. | Nome                   | Paese         |
| ---- | ---------------------- | ------------- |
|      | Greg Bennett           | Australia     |
|      | Iván Raña              | Spagna        |
|      | Andrew Johns           | Regno Unito   |
| 4    | Chris Hill             | Australia     |
| 5    | Peter Robertson        | Australia     |
| 6    | Martin Krňávek         | Rep. Ceca     |
| 7    | Hamish Carter          | Nuova Zelanda |
| 8    | Bevan Docherty         | Nuova Zelanda |
| 9    | Dmitriy Gaag           | Kazakistan    |
| 10   | Volodymyr Polikarpenko | Ucraina       |

#### Élite donne
| Pos. | Nome              | Paese       |
| ---- | ----------------- | ----------- |
|      | Siri Lindley      | Stati Uniti |
|      | Barbara Lindquist | Stati Uniti |
|      | Loretta Harrop    | Australia   |
| 4    | Michellie Jones   | Australia   |
| 5    | Kathleen Smet     | Belgio      |
| 6    | Nicole Hackett    | Australia   |
| 7    | Leanda Cave       | Regno Unito |
| 8    | Laura Reback      | Stati Uniti |
| 9    | Jill Savege       | Canada      |
| 10   | Sheila Taormina   | Stati Uniti |

### La serie
Geelong - Australia 
31 marzo 2002
| Pos. | Uomini            | Uomini        | Uomini   | Donne             | Donne       | Donne    |
| Pos. | Atleta            | Paese         | Tempo    | Atleta            | Paese       | Tempo    |
| ---- | ----------------- | ------------- | -------- | ----------------- | ----------- | -------- |
|      | Peter Robertson   | Australia     | 01:51:32 | Loretta Harrop    | Australia   | 02:01:35 |
|      | Courtney Atkinson | Australia     | 01:51:58 | Barbara Lindquist | Stati Uniti | 02:02:08 |
|      | Hamish Carter     | Nuova Zelanda | 01:52:01 | Siri Lindley      | Stati Uniti | 02:03:05 |

Saint Petersburg - Stati Uniti d'America 
27 aprile 2002
| Pos. | Uomini        | Uomini        | Uomini   | Donne             | Donne       | Donne    |
| Pos. | Atleta        | Paese         | Tempo    | Atleta            | Paese       | Tempo    |
| ---- | ------------- | ------------- | -------- | ----------------- | ----------- | -------- |
|      | Sylvain Dodet | Francia       | 01:53:35 | Michellie Jones   | Australia   | 02:01:57 |
|      | Shane Reed    | Nuova Zelanda | 01:53:47 | Sheila Taormina   | Stati Uniti | 02:02:40 |
|      | Greg Bennett  | Stati Uniti   | 01:53:58 | Barbara Lindquist | Stati Uniti | 02:02:59 |

Ishigaki - Giappone 
19 maggio 2002
| Pos. | Uomini            | Uomini        | Uomini   | Donne             | Donne       | Donne    |
| Pos. | Atleta            | Paese         | Tempo    | Atleta            | Paese       | Tempo    |
| ---- | ----------------- | ------------- | -------- | ----------------- | ----------- | -------- |
|      | Peter Robertson   | Australia     | 01:49:22 | Barbara Lindquist | Stati Uniti | 01:56:53 |
|      | Ivan Raña Fuentes | Spagna        | 01:49:44 | Loretta Harrop    | Australia   | 01:57:29 |
|      | Kris Gemmell      | Nuova Zelanda | 01:49:55 | Nicole Hackett    | Australia   | 01:58:29 |

Gamagōri - Giappone 
9 giugno 2002
| Pos. | Uomini         | Uomini        | Uomini   | Donne             | Donne       | Donne    |
| Pos. | Atleta         | Paese         | Tempo    | Atleta            | Paese       | Tempo    |
| ---- | -------------- | ------------- | -------- | ----------------- | ----------- | -------- |
|      | Greg Bennett   | Stati Uniti   | 01:49:29 | Loretta Harrop    | Australia   | 01:57:55 |
|      | Bevan Docherty | Nuova Zelanda | 01:50:00 | Nicole Hackett    | Australia   | 01:58:35 |
|      | Chris Hill     | Australia     | 01:50:13 | Barbara Lindquist | Stati Uniti | 01:58:40 |

Edmonton - Canada 
14 luglio 2002
| Pos. | Uomini          | Uomini        | Uomini   | Donne             | Donne       | Donne    |
| Pos. | Atleta          | Paese         | Tempo    | Atleta            | Paese       | Tempo    |
| ---- | --------------- | ------------- | -------- | ----------------- | ----------- | -------- |
|      | Simon Whitfield | Canada        | 01:49:07 | Siri Lindley      | Stati Uniti | 02:01:33 |
|      | Greg Bennett    | Stati Uniti   | 01:49:18 | Barbara Lindquist | Stati Uniti | 02:01:42 |
|      | Hamish Carter   | Nuova Zelanda | 01:49:24 | Sheila Taormina   | Stati Uniti | 02:01:55 |

Corner Brook - Canada 
21 luglio 2002
| Pos. | Uomini          | Uomini        | Uomini   | Donne         | Donne       | Donne    |
| Pos. | Atleta          | Paese         | Tempo    | Atleta        | Paese       | Tempo    |
| ---- | --------------- | ------------- | -------- | ------------- | ----------- | -------- |
|      | Simon Whitfield | Canada        | 01:53:35 | Siri Lindley  | Stati Uniti | 02:05:43 |
|      | Hunter Kemper   | Stati Uniti   | 01:53:38 | Jill Savege   | Canada      | 02:06:13 |
|      | Bevan Docherty  | Nuova Zelanda | 01:53:58 | Kathleen Smet | Belgio      | 02:06:32 |

Tiszaújváros - Ungheria 
28 luglio 2002
| Pos. | Uomini                 | Uomini    | Uomini   | Donne          | Donne       | Donne    |
| Pos. | Atleta                 | Paese     | Tempo    | Atleta         | Paese       | Tempo    |
| ---- | ---------------------- | --------- | -------- | -------------- | ----------- | -------- |
|      | Craig Walton           | Australia | 01:45:03 | Siri Lindley   | Stati Uniti | 01:57:04 |
|      | Volodymyr Polikarpenko | Ucraina   | 01:45:32 | Lenka Zemanova | Rep. Ceca   | 01:57:15 |
|      | Martin Krňávek         | Rep. Ceca | 01:45:51 | Tracy Looze    | Paesi Bassi | 01:57:23 |

Losanna - Svizzera 
31 agosto 2002
| Pos. | Uomini       | Uomini      | Uomini   | Donne         | Donne       | Donne    |
| Pos. | Atleta       | Paese       | Tempo    | Atleta        | Paese       | Tempo    |
| ---- | ------------ | ----------- | -------- | ------------- | ----------- | -------- |
|      | Filip Ospalý | Rep. Ceca   | 01:52:06 | Siri Lindley  | Stati Uniti | 02:02:42 |
|      | Greg Bennett | Stati Uniti | 01:52:12 | Jill Savege   | Canada      | 02:02:57 |
|      | Andrew Johns | Regno Unito | 01:52:40 | Kathleen Smet | Belgio      | 02:03:08 |

Amburgo - Germania 
25 agosto 2002
| Pos. | Uomini        | Uomini      | Uomini   | Donne        | Donne       | Donne    |
| Pos. | Atleta        | Paese       | Tempo    | Atleta       | Paese       | Tempo    |
| ---- | ------------- | ----------- | -------- | ------------ | ----------- | -------- |
|      | Greg Bennett  | Stati Uniti | 01:47:04 | Jill Savege  | Canada      | 01:57:54 |
|      | Andrew Johns  | Regno Unito | 01:47:33 | Siri Lindley | Stati Uniti | 01:57:56 |
|      | Cedric Deanaz | Francia     | 01:47:35 | Carla Moreno | Brasile     | 01:58:04 |

Nizza - Francia 
21 settembre 2002
| Pos. | Uomini                 | Uomini    | Uomini   | Donne           | Donne       | Donne    |
| Pos. | Atleta                 | Paese     | Tempo    | Atleta          | Paese       | Tempo    |
| ---- | ---------------------- | --------- | -------- | --------------- | ----------- | -------- |
|      | Miles Stewart          | Australia | 01:48:57 | Sheila Taormina | Stati Uniti | 02:02:04 |
|      | Filip Ospalý           | Rep. Ceca | 01:49:01 | Carla Moreno    | Brasile     | 02:02:29 |
|      | Volodymyr Polikarpenko | Ucraina   | 01:49:13 | Michelle Dillon | Regno Unito | 02:02:48 |

Makuhari - Giappone 
6 ottobre 2002
| Pos. | Uomini         | Uomini        | Uomini   | Donne          | Donne       | Donne    |
| Pos. | Atleta         | Paese         | Tempo    | Atleta         | Paese       | Tempo    |
| ---- | -------------- | ------------- | -------- | -------------- | ----------- | -------- |
|      | Miles Stewart  | Australia     | 01:48:22 | Jill Savege    | Canada      | 02:01:32 |
|      | Hamish Carter  | Nuova Zelanda | 01:48:27 | Nicole Hackett | Australia   | 02:01:51 |
|      | Juraci Moreira | Brasile       | 01:48:29 | Liz Blatchford | Regno Unito | 02:02:19 |

Funchal - Portogallo 
13 ottobre 2002
| Pos. | Uomini                     | Uomini      | Uomini   | Donne              | Donne       | Donne    |
| Pos. | Atleta                     | Paese       | Tempo    | Atleta             | Paese       | Tempo    |
| ---- | -------------------------- | ----------- | -------- | ------------------ | ----------- | -------- |
|      | Ivan Raña Fuentes          | Spagna      | 01:46:11 | Andrea Whitcombe   | Regno Unito | 01:59:15 |
|      | Marc Jenkins               | Regno Unito | 01:46:14 | Lenka Zemanova     | Rep. Ceca   | 01:59:34 |
|      | Jose Maria Merchan Illanes | Spagna      | 01:46:17 | Marion Lorblanchet | Francia     | 01:59:43 |